# غزوان حجازي
غزوان حجازي:
شاعر وكاتب حجازي النسب، سوري المولج والمنشأ، مغربي الإقامة والمقر، دخل المغرب إبان تحرك المسيرة الخضراء، فبارك خطوات تخليصها من براثن الاستعمار، بقصائد تنضح بفرحة الانتصار، وتتطلع بعين دامعة إلى الأجزاء العربية المغتصبة التي تجأر بالدعاء وتزجى النداء تلو النداء، عسى أن ينهض بطل فتوحات يلبي النداء ويجفف الدموع.
من المأثور عنه عشقه للطبيعة، وعنده أن البساطة رمز السعادة، يفضل القرية الصغيرة الوديعة على المدينة الكبيرة الصاخبة، ومن هنا نما حبه للمغرب، وتفتقت مكامن شاعريته عن قصائد عصماء، بين الأفنان الزاهرة، والربوع الخضراء.

## مؤلفاته
ألف عددا من الكتب في شتى الميادين الأدبية: من شعر وقصة ونقد وتاريخ الأدب ومقالة ولا يبدي أي اهتمام بالمسرح في إنتاجه. إنتاجه الأدبي صادف تحمسا ورواجا (رغم ركود سوق الأدب في أيامه) أكثر مما توقعه الكثيرون، بل أكثر مما توقعه المؤلف نفسه، فقد أعيد طبع كتبه مرات بفترة قصيرة، وربما يرجع ذلك إلى نزعة الصدق، والجرأة في النقد البناء التي تطبع كتاباته، وتكلل هامة أشعاره.

## حياتة السياسية
معروف ببعده وبراءته من جميع التيارات السياسية، والانتماءات الحزبية وكل ما له علاقة بها من الجمعيات والهيئات، ولو كانت تلبس ثوبا ثقافيا، ومن كان هذا شأنه من الأدباء فلن يجد نفسه إلا وحيدا، وسط بحر الحياة الزخر بالتيارات والأمواج، ليس له من سند إلا قلمه، وتشجيع قرائه.

## المرحلة العلمية
درس ودرّس في عدة دول عربية، ولقد حصل على شهادة الليسانس في الأدب العربي عام 1969م، ثم شهادة دبلوم الدراسات العليا (ماجستير) في تاريخ صدر الإسلام عام 1973، وما زال يتابع دراسته ونتاجه الأدبي شعرا ونثرا، ويقيم حاليا في مدينة تيفلت

## الوفاة
توفي في 31 يوليوز 2016 بمدينة تيفلت، ووري جتمانة الثرى في موكب جنائزي مهيب  بمقبرة الدالية بمدينة تيفلت